# Placa de Gorda

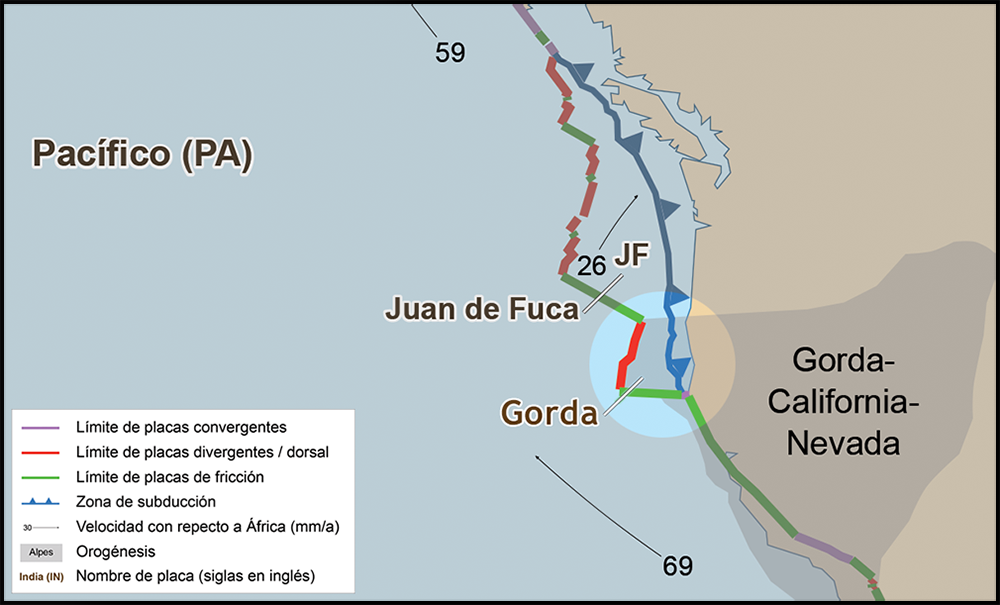
Placa tectónica de Gorda.

La placa de Gorda es una placa tectónica oceánica bajo el océano Pacífico fuera de la costa de California norteña. Se volvió una placa separada cuando se fracturó la placa Juan de Fuca. 
Sus límites son:
- La placa Norteamericana en California norteña.
- Al sur con la placa Pacífica.
- El hacia el oeste el lado es un límite divergente con la placa Pacífica que forma el Espinazo de Gorda.
- El lado septentrional es un límite con la placa Juan de Fuca.

La placa de Gorda es una de las placas que se formaron al fragmentarse la placa de Farallón, junto con la placa de Cocos, la placa Juan de Fuca y la placa de Nazca.
- Datos: Q1947556